# Mettjärnen (Junsele socken, Ångermanland, 706511-156990)
Mettjärnen är en sjö i Sollefteå kommun i Ångermanland och ingår i Ångermanälvens huvudavrinningsområde.